# ALT Linux

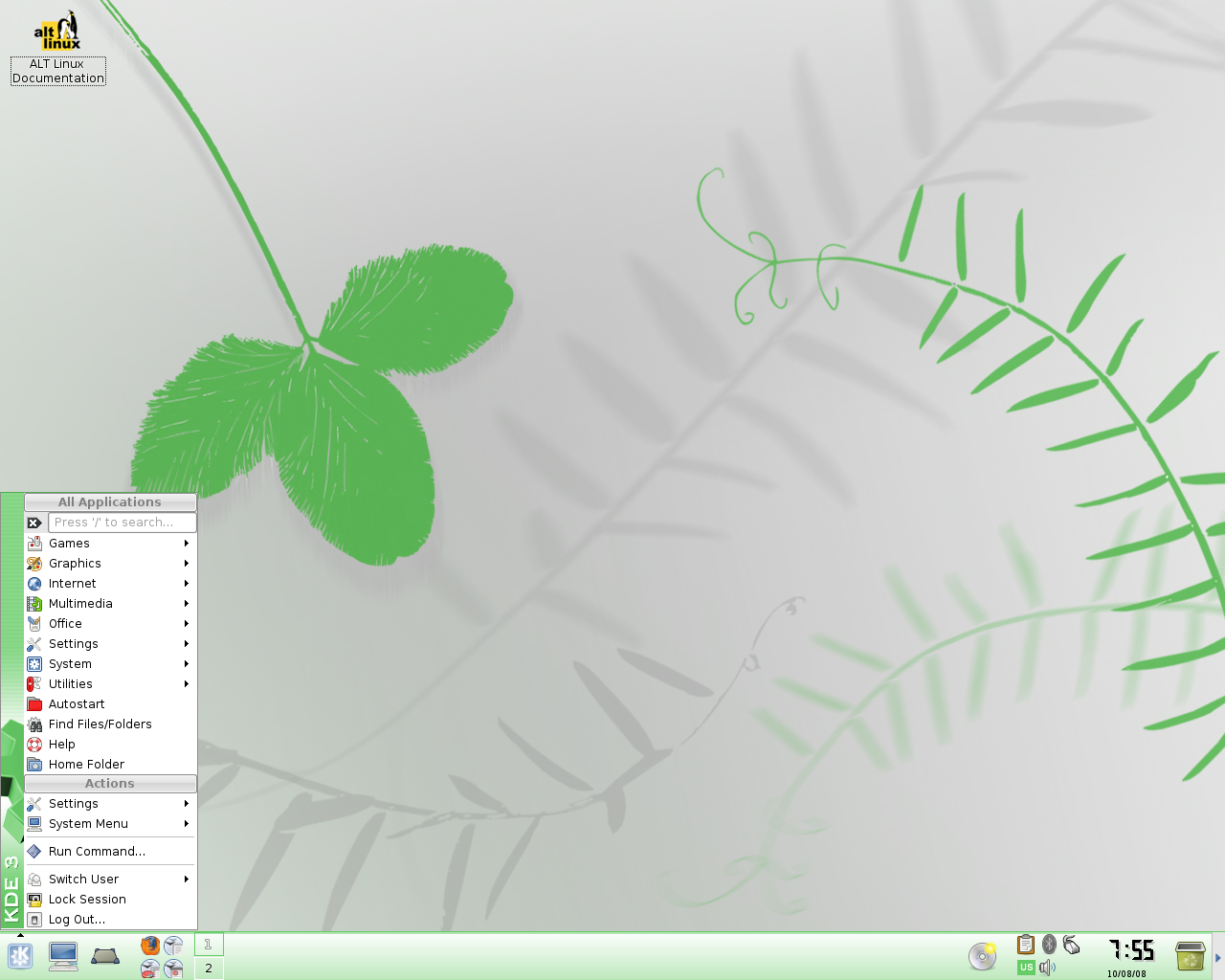
Screenshot

ALT Linux é um conjunto de sistemas operacionais baseados no Linux. O ALT Linux é desenvolvido em conjunto pela comunidade de desenvolvedores do ALT Linux e a equipe da ALT Linux Ltd.

## História
Em 1999-2000, a distribuição desenvolveu o núcleo da futura ALT Linux Team, com base na distribuição Mandrake Linux aonde era uma versão russa (Mandrake Russo).
Desde 2000, começou a produzir pacotes Mandrake, uma significativa mudança no sistema em assembler e no gerenciador de pacotes RPM. De acordo com a versão 3.0 (2005) todos os pacotes Mandrake Russo, instalados no sistema, foram completamente produzidos pela própria ALT Linux Team. Agora as distribuições ALT Linux estão em seguindo um ramo distinto e não tem nada a ver com o Mandrake ou Mandriva.
Desde setembro de 2015, a Basalt SPO apoia a infraestrutura Sisyphus. Além disso, a Bazalt SPO lançou distribuições comerciais Alt baseadas na nona plataforma.

## Distribuições

### Simply Linux
ALT Linux "Simply" - É uma distribuição que vem com o ambiente Xfce como desktop por padrão. Disponível nas versões de instalação e Live CD.

### Alt Workstation
ALT Linux Desktop - distribuição para estação de trabalho certificada pela FSTEK Rússia. Vem com o MATE
O ALT Workstation 9 instalado em um laptop ou desktop oferece um local de trabalho pessoal clássico, permitindo: trabalhar com internet (web, email, mensagens instantâneas), editar textos, planilhas e apresentações (suíte de escritório), ouvir música e assistir a vídeos (multimídia), criar e melhorar imagens raster e vetoriais, realizar cálculos matemáticos.
A versão baixada pode ser usada livremente por particulares, as entidades legais podem usá-lo para teste, mas o uso da produção exige a aquisição de licenças ou a assinatura de um contrato de licença por escrito.
As fontes para o software livre contido nessas imagens podem ser adquiridas como pacotes src.rpm, bem como repositórios git.

### Alt Server
ALT Server - distribuição servidor certificada pela FSTEK Rússia com administração via web e atualização constante.
O ALT Server 9 fornece uma base confiável para a infraestrutura corporativa de TI, incluindo: modernos bancos de dados escaláveis de alto desempenho, virtualização, ferramentas de gerenciamento de infraestrutura, integração de domínio do Active Directory e FreeIPA, amplo conjunto de serviços de Internet e intranet.
A versão baixada pode ser usada livremente por particulares; as entidades legais podem usá-lo para teste, mas o uso da produção exige a aquisição de licenças ou a assinatura de um contrato de licença por escrito.
As fontes para o software livre contido nessas imagens podem ser adquiridas como pacotes src.rpm, bem como repositórios git.

### Alt Education
O ALT Education 9 tem como objetivo facilitar o processo de aprendizado eficaz e moderno para instituições de ensino em qualquer nível, incluindo escolas, faculdades e universidades. A distribuição inclui uma ampla variedade de aplicativos de desktop e servidor, permitindo integrar os locais de trabalho de alunos e professores, fornecendo funcionalidade rica.
A versão baixada pode ser usada livremente por particulares; as entidades legais podem usá-lo para teste, mas o uso da produção exige a aquisição de licenças ou a assinatura de um contrato de licença por escrito.

As fontes para o software livre contido nessas imagens podem ser adquiridas como pacotes src.rpm, bem como repositórios git.